# Wadi El Natrun
Wadi El Natrun è una depressione desertica (circa 23 metri sotto il livello del mare) lunga circa 60 chilometri sita nel governatorato di Al Buhayrah (Egitto), circa 90 chilometri a nord-ovest del Cairo. In arabo, il suo nome significa "Valle del Natrun" (carbonato decaidrato di sodio), a causa della presenza nel territorio circostante di otto diversi laghi contenenti questa sostanza. In copto la regione è anche nota come Shi-Hyt, che può essere tradotto come "bilancia del cuore" o "misura dei cuori".
Nella letteratura cristiana la regione è anche chiamata lo Scete (Σκήτις o Σκέτη in greco, Scetis in latino).

## Storia

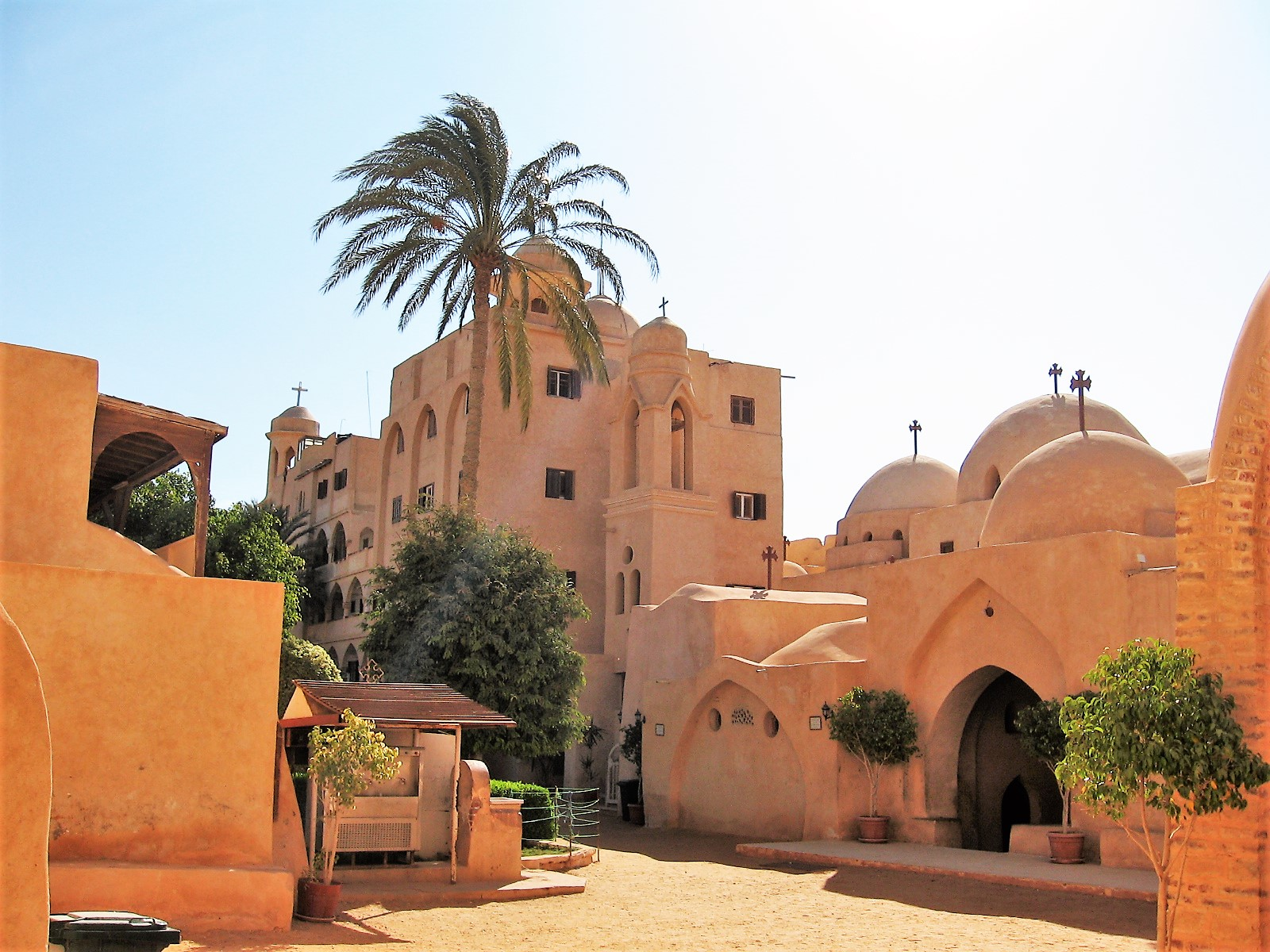
Monastero di Deyr al-Suryānī

La regione di Wadi El Natrun era e rimane una delle regioni più sacre per la cristianità. Il primo insediamento cristiano si deve a san Macario il Grande, che vi si stabilì attorno al 330. Tra il III e il VII secolo, tale località attrasse un numero enorme di persone che qui giungevano per entrare in uno dei più di cento monasteri del deserto di Nitria. Molti anacoreti, eremiti e monaci vissero al suo interno, nel deserto stesso o sulle colline che la costeggiano, attratti dalla solitudine e dalla durezza della vita nel deserto. Infatti tali individui ritenevano che vivere in questa regione avrebbe insegnato loro il disprezzo del mondo materiale e avrebbe permesso agli asceti di rispondere in modo migliore alla chiamata di Dio.
L'importanza della regione declinò a partire dal VII secolo. Già a partire dall'inizio del V secolo i monasteri subirono attacchi e saccheggi da parte dei nomadi che abitavano il deserto libico. Con la conquista musulmana dell'Egitto del 641 molti dei monasteri furono distrutti e saccheggiati dagli Arabi.
Sono tutt'oggi esistenti nella regione quattro monasteri copti ortodossi, dove vive un consistente gruppo di monaci (circa 500). I cenobi, fondati nel IV secolo, sono considerati i più antichi monasteri della cristianità:
- Monastero di San Macario
- Monastero dei Siriani
- Monastero di San Bishoi[1]
- Monastero dei Romani

## Santi vissuti nella regione
Alcuni dei santi nati nella regione sono annoverati tra i Padri del deserto. Ecco l'elenco completo:
- sant'Ammonio di Nitria
- sant'Arsenio il Grande
- san Bishoi di Nitria
- san Giovanni Colobus
- san Macario il Grande
- san Macario di Alessandria
- san Mosè l'Etiope (detto anche "Mosè il Moro")
- san Pambone l'Egiziano
- san Samuele il Confessore